# Genypterus
Genypterus é um dos gêneros de peixes comumente conhecido por côngrios.

## Espécies
Atualmente, há cinco espécies reconhecidas neste gênero:
- Genypterus blacodes (J. R. Forster, 1801) - côngrio-rosa [2]

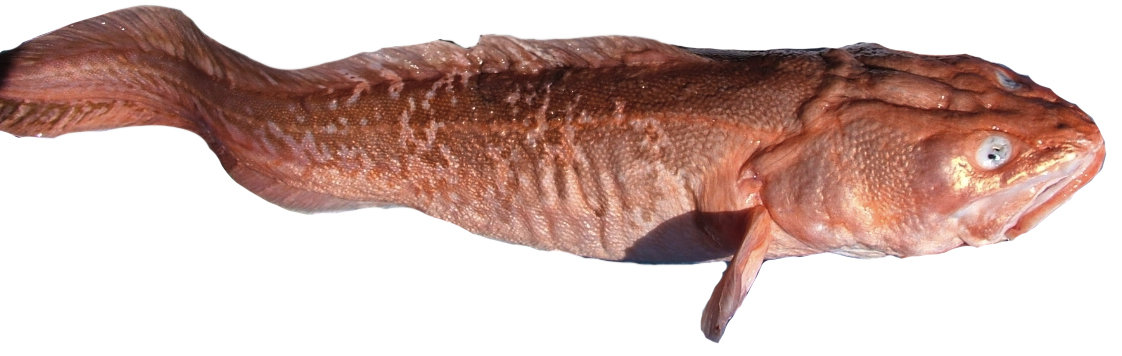
Um côngrio-rosa.

- Genypterus capensis (A. Smith, 1847)
- Genypterus chilensis (Guichenot, 1848)
- Genypterus maculatus (Tschudi, 1846)
- Genypterus tigerinus (Klunzinger, 1872)